# Solomon Bayoh
Pour les articles homonymes, voir Bayoh.
 (janvier 2024).
Somomon Bayoh, né le 18 mai 1990, est un athlète du Sierra Leone. Il représenta son pays lors du 200 mètres des Jeux olympiques de Pékin en 2008. Ses deux records personnels établis sont 10.81 secondes au 100 mètres et 21.73 secondes au 200 mètres ; il a établi ses records à Freetown en avril 2007.

## Jeux olympiques de Pékin 2008
Somonon Bayoh participa à l'épreuve du 200 mètres aux Jeux olympiques de Pékin en 2008. Il fut éliminé de sa série en finissant 8e sur 9 avec un chrono de 22.16 secondes, course remporté par Shawn Crawford (États-Unis) qui remportera la médaille d'argent dans cette compétition.